# Percepcja środowiska międzynarodowego
Percepcja środowiska (otoczenia) międzynarodowego – postrzeganie przez elity i grupy rządzące, media oraz społeczeństwo danego państwa innych uczestników stosunków międzynarodowych. Wynika to zarówno z tradycji historycznej, poziomu wykształcenia, kultury politycznej oraz dominujących w społeczeństwie ideologii, religii, poglądów oraz przekonań i świadomości politycznej. O ile czynniki te oparte są na racjonalnych podstawach i przesłankach, o tyle sprzyjają one racjonalnej ocenie rzeczywistego położenia międzynarodowego oraz kształtowaniu realistycznych postaw w łonie elit i społeczeństwa przy prowadzeniu polityki zagranicznej. Skłonność do ulegania emocjom prowadzi natomiast z reguły w większym lub mniejszym stopniu do utrwalania się wśród społeczeństwa stereotypów i uprzedzeń, które niekiedy mogą przyczynić się do powstania sytuacji i postaw, w których podejmowanie racjonalnych decyzji w polityce zagranicznej nie jest możliwe bądź znacznie utrudnione.